# Clemente Argenvilliers
Clemente Argenvilliers (ur. 30 grudnia 1687 w Rzymie, zm. 23 grudnia 1758 tamże) – włoski kardynał.

## Życiorys
Pochodził z francuskiej rodziny, był synem Giovanniego Battisty Argenvilliers. Studiował prawo w Rzymie, a następnie został prałatem Jego Świątobliwości. Był przyjacielem kardynała Prospero Lambertiniego, aż do jego elekcji w 1740. Trzy lata później został referendarzem Najwyższego Trybunału Sygnatury Apostolskiej i kanonikiem w bazylice laterańskiej. Wkrótce potem został sekretarzem Kongregacji ds. Egzaminowania Biskupów, a także sekretarzem komisji specjalnej do sprawdzenia wydatków Kamery Apostolskiej. 11 sierpnia 1747 został rektorem Sapienzy, gdzie przeprowadził gruntowną reformę. 26 listopada 1753 został kreowany kardynałem prezbiterem i otrzymał kościół tytularny SS. Trinità al Monte Pincio. W 1754 został protektorem zakonu minimitów, a trzy lata później prefektem Kongregacji ds. Soboru Trydenckiego, którym pozostał do śmierci.